# 松山恒昭
松山 恒昭（まつやま つねあき、1942年12月7日 - ）は、日本の裁判官、弁護士。神戸地方裁判所長や、大阪高等裁判所部総括判事を務めた。瑞宝重光章受章。

## 人物・経歴
1961年和歌山県立橋本高等学校卒業。1965年東京都立大学 (1949-2011)法経学部法学科卒業。参議院法制局参事を経て、1966年旧司法試験に合格。大阪地方裁判所部総括判事、釧路地方裁判所長、司法研修所第1部上席教官を経て、2001年神戸地方裁判所長。2004年大阪高等裁判所部総括判事。2008年大阪弁護士会弁護士登録。2013年瑞宝重光章受章。法務省難民審査参与員、近畿大学法科大学院教授等も歴任した。

## 著書
- 『物権・不当利得・不法行為』（藤原弘道と共編）青林書院 2007年